# Eugen Sänger
Eugène Sänger (né le 22 septembre 1905 à Preßnitz en ex-Autriche-Hongrie et mort le 10 février 1964 à Berlin) est un ingénieur aéronautique autrichien et est un des pionniers de l'astronautique, surtout connu pour ses recherches sur le corps portant et le statoréacteur.

## Biographie

### Études et début de carrière
Eugène Sänger est né le 22 septembre 1905 dans l'ancienne ville minière de Pressnitz (en) en Bohême alors dans l'empire austro-hongrois (devenue la ville de Přísečnice et désormais inondée par la construction du barrage de Přísečnice en 1974). Il étudie le génie civil dans les universités techniques de Graz et de Vienne. Étudiant, il lit le livre d'Hermann Oberth Die Rakete zu den Planetenräumen (en français : « Dans l'espace planétaire par une fusée »), qui le pousse à changer d'orientation et à s'inscrire aux cours d'aéronautique. Il rejoint aussi le mouvement amateur sur les fusées, le Verein für Raumschiffahrt ou VfR (en français : « Société pour le voyage spatial ») formé autour d'Oberth.
Sänger fait du vol propulsé par fusée le sujet de sa thèse mais celle-ci est rejetée par l'université car jugée trop fantaisiste. Il obtient son diplôme d'ingénieur en aéronautique en 1930 avec une thèse beaucoup plus banale sur la statique des ailes en treillis. Sänger tirera plus tard de sa thèse rejetée un livre publié en 1933 à Munich sous le titre Raketenflugtechnik (en français : « Technique de vol des fusées »). Cet ouvrage allait être l'un des plus importants traités de théorie dans le domaine des fusées. En 1935 et 1936, il publia des articles sur le vol de fusée dans le journal aéronautique autrichien Flug. Cela attira l'attention du ministère de l'Aviation du Reich (en allemand : Reichsluftfahrtministerium), qui voyait dans les idées de Sänger un des moyens possibles pour atteindre l'objectif de construire un bombardier capable de frapper les États-Unis depuis l'Allemagne (le projet Amerika-Bomber).

## Projet de bombardier sub-orbital
En 1936, Sänger accepte d'autant plus facilement la direction d'une équipe de développement dans la région de la lande de Lunebourg dans le nord de l'Allemagne, qu'il est lui-même un nazi convaincu, déjà membre du parti en Autriche.
Eugène Sänger conçoit progressivement un chariot équipé de fusée pour lancer un bombardier lui-même propulsé par fusée qui monterait à la limite de l'espace, mais sans se placer en orbite mais capable de couvrir une grande distance par une série de sauts suborbitaux, à la limite de la haute atmosphère. L'engin baptisé Silbervogel (« Oiseau d'argent ») repose sur l'exploitation de la portance du fuselage (concept du corps portant) qui permet à cet avion spatial de rebondir sur l'atmosphère à chaque fois qu'il retombe vers le sol et pénètre dans les couches denses de l'atmosphère. Sänger est assisté dans ses travaux par la mathématicienne allemande Irene Sänger-Bredt qu'il épousera en 1951. Sänger conçoit aussi les moteurs-fusées que l'avion spatial devra utiliser et qui doivent générer 1 méganewton de poussée. Il est l'un des premiers ingénieurs à suggérer l'utilisation du carburant de la fusée pour refroidir le moteur en le faisant circuler autour de la tuyère avant qu'il ne soit brulé dans le moteur. Ses travaux à Peenemünde, comme ceux de von Braun sur les V2, utilisent massivement dans les souterrains du complexe militaro-industriel une main-d'œuvre gratuite de déportés parmi lesquels on comptera des dizaines de milliers de morts.
En 1942, à la suite de la défaite de Stalingrad, le ministère de l'Air annule ces projets, comme d'autres projets ambitieux ou théoriques, pour se concentrer sur des technologies ayant fait leurs preuves. Sänger est transféré au Deutsche Forschungsanstalt für Segelflug ou DFS (« Institut allemand de recherche sur le vol à voile»). Il y effectue, jusqu'à la fin de la Seconde Guerre mondiale, un important travail sur la technologie du statoréacteur.

### Après-guerre

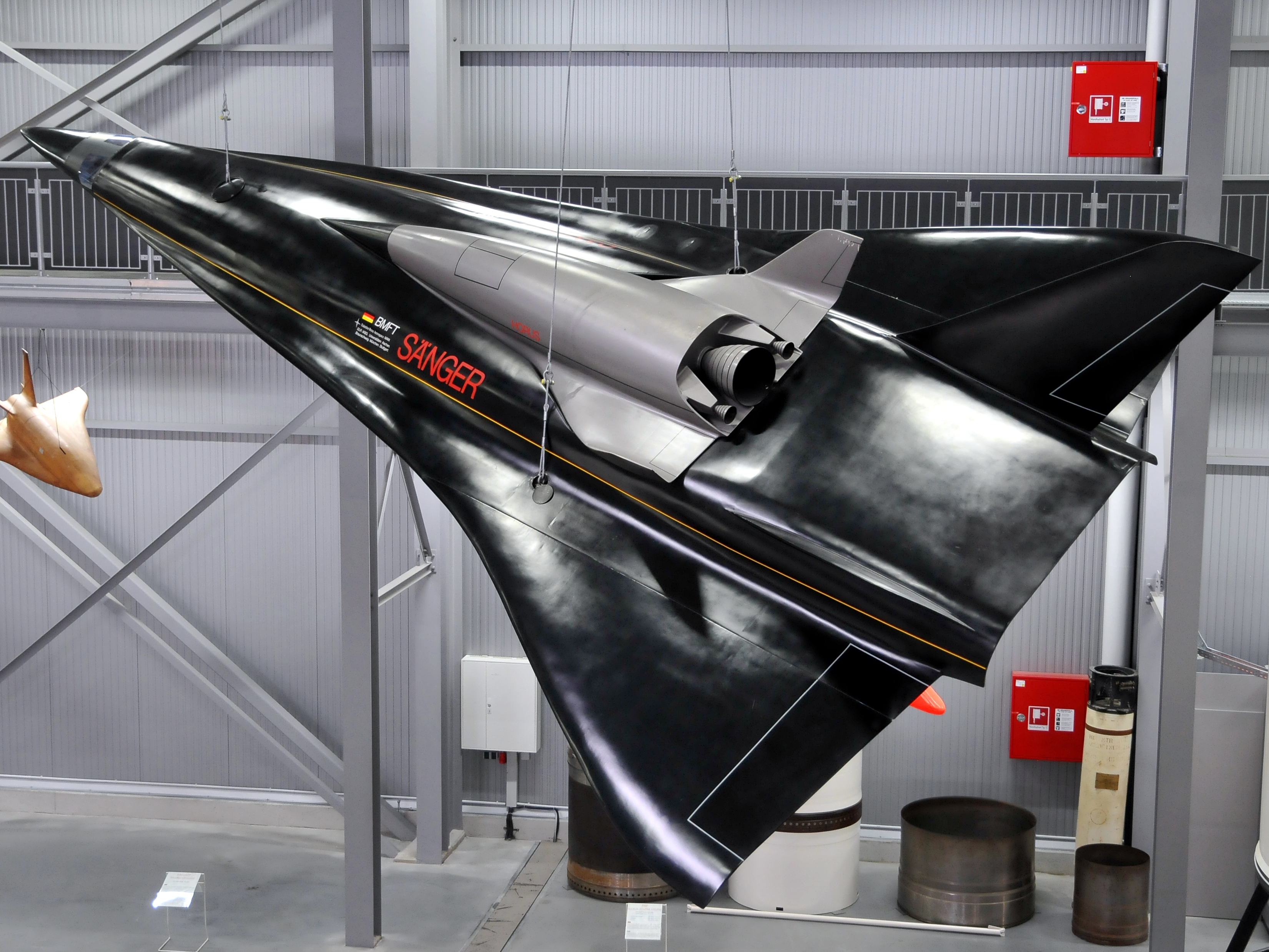
Maquette de Sänger II au Musée des techniques de Spire

Dans la course à la récupération des savants nazis, la France, très en retard dans le domaine du fait de l'occupation, réussit à débaucher Eugène Sänger, en faisant abstraction de son passé. Non seulement il travaille de 1946 à 1954 comme ingénieur-conseil et participe entre autres au projet Griffon à Châtillon, mais est même décoré de l'Ordre national du mérite. Lorsqu'il était en France, il fit l'objet d'une tentative de débauchage par des agents soviétiques. Staline avait été intrigué par les rapports sur le Silbervogel et envoie son fils Vassili et le scientifique Grigori Tokaty (en) pour le convaincre de venir en URSS mais sans succès. Il fut dit que Staline donna alors instruction au NKVD de le kidnapper.
En 1949, Sänger fonde à Paris la Fédération astronautique et en 1951, il devint le premier président de la fédération internationale d'astronautique. En 1954, il rentre en Allemagne et trois ans plus tard dirige l'Institut de la physique et de la propulsion par réaction à l'école technique de Stuttgart. Il a pour élève Lutz Kayser, qui fonde la première entreprise spatiale privée, l'OTRAG. Entre 1961 et 1963, il est consultant pour le constructeur aéronautique Junkers dans la conception d'un avion spatial propulsé par statoréacteur, nommé Sänger, mais cet avion ne dépassa jamais le stade de la planche à dessin. Une des autres idées innovantes de Sänger pendant cette période fut d'utiliser les photons pour la propulsion d'engins interplanétaires dont la voile solaire. Comme d'autres savants nazis, il prodigue ses conseils à Nasser, en Egypte, qui veut construire des fusées capables de toucher l'ensemble du territoire israélien. Les pressions israéliennes conduisent l'Allemagne à le destituer de ses fonctions,.
Il meurt le 10 février 1964 à Berlin à 58 ans. Il est enterré au cimetière Alter Friedhof de Stuttgart-Vaihingen.
Ses travaux prouvèrent leur importance dans les programmes des X-15, X-20 Dyna-Soar et finalement de la navette spatiale. Sänger avait la certitude que l'astronautique deviendrait un fait réel aussi routinier que l'est l'aéronautique.